# Sharchop
Sharchop („wschodni (ludzie)” w dzongkha) – lud zamieszkujący wschodnie dystrykty Bhutanu (głównie dystrykt Traszigang, gdzie są oni liczniejsi od czystych Bhutańczyków) oraz Asam w Indiach. Lud ten powstał w wyniku bardzo częstych małżeństw hindusko-bhutańskich, dlatego Sharchop uważają się za pół-Bhutańczyków, pół-Hindusów. 
Sharchop wyznają szczególną odmianę buddyzmu tybetańskiego, z elementami animizmu oraz bon. Mówią językiem sharchopkha – gwarą dzongkha z silnymi wpływami języków hinduskich. Stanowią oni 20% populacji całego Bhutanu, czyli ponad 450 tys. osób.
Ze względu na podobieństwa religijne, kulturowe i językowe Sharchop bywają łączeni z ludem Bhotia (i określani wraz z nimi mianem  Drukpa).